# Global Electric Motorcars
Global Electric Motor Cars is een Amerikaans producent van kleine elektrische auto's met een beperkte snelheid.

## Geschiedenis

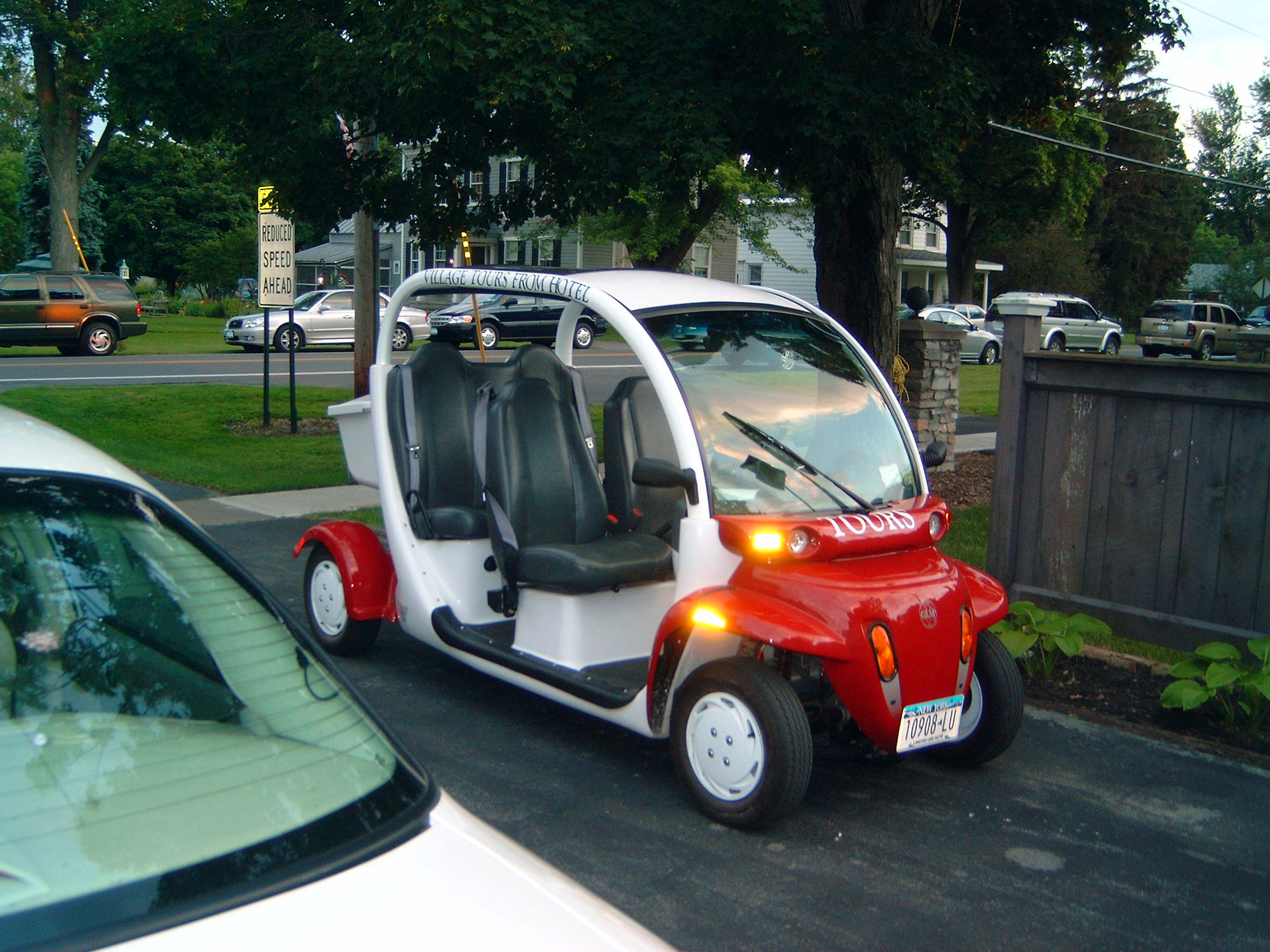
GEM e4.

Het bedrijf werd in 1992 opgericht door een aantal voormalige ingenieurs van General Motors onder de naam Trans2. Toen Trans2 in 1997 het faillissement naderde werd het opgekocht door een groep investeerders uit North Dakota. Zij hernoemden het bedrijf tot Global Electric Motorcars en verhuisden het naar Fargo (North Dakota). Pas in 1998 bracht GEM een eerste elektrisch voertuig in productie. De auto had een topsnelheid van 32 km/uur over een bereik van 48 km en had twee zitplaatsen. De eerste voertuigen gebruikten vier 12V-batterijen en waren 3,5 pk sterk. In december 2000 werd het bedrijf overgenomen door DaimlerChrysler. Intussen maakt GEM zes verschillende modellen, bedoeld voor korte-afstandsgebruik en is het bedrijf marktleider geworden in de VS. In juli 2005 bereikte de totale productie 30.000 eenheden. De huidige voertuigen hebben zes 12V-batterijen die 5 pk produceren. De auto's van GEM worden als transportmiddel gebruikt op bijvoorbeeld golfterreinen en luchthavens. In 2011 werd GEM overgenomen door de POLARIS Group en maat nu deel uit van Polaris Work & Transport. In 2016 lanceerden ze hun nieuwe gamma.

## Modellen
- GEM e2: tweezitter
- GEM e4: vierzitter
- GEM e6: zeszitter eventueel in combinatie met een laadbak
- GEM eS: tweezitter met een laadbak
- GEM eL: verlengde eS
- GEM eLXD: versterkte eL (zwaardere motor en accu's)

## Concurrenten
- Columbia ParCar
- Dynasty Electric Car
- Cart-Rite
- Bigman
- Streetrod Productions